# Finnische Fußballnationalmannschaft/Olympische Spiele
Die finnische Nationalmannschaft hatte ihr Debüt auf der olympischen Bühne bei den Spielen im Jahr 1912 in Stockholm. Insgesamt nahm die Mannschaft bisher vier Mal an einem olympischen Fußballturnier teil, wo bei der ersten Teilnahme im Jahr 1912 auch der 4. Platz als bestes Ergebnis gilt. Die letzte Teilnahme einer Mannschaft war bei den Spielen im Jahr 1980.

## Ergebnisse bei den Olympischen Spielen

### 1912
Bei der ersten Teilnahme an einem olympischen Fußballturnier traf die Mannschaft im Achtelfinale auf das Königreich Italien. Nachdem es bereits zur Halbzeit 2:2 gestanden hatte, kam kein weiteres Tor in der zweiten Halbzeit hinzu und so ging es in die Verlängerung, an deren Ende die Finnen mit 3:2 den Sieg holten. Im Viertelfinale trat Finnland gegen Russland an und gewann mit 2:1. Damit zog das Team ins Halbfinale ein, wo man sich mit 0:4 der britischen Auswahl geschlagen geben musste. Im Spiel um Bronze unterlag Finnland der Niederlande deutlich mit 0:9.

### 1936
Erst bei den Olympischen Spielen im Jahr 1936 in Berlin nahm die Mannschaft dann erstmals wieder teil. Bereits im Achtelfinale scheiterte man hier jedoch mit 3:7 an Peru.

### 1952
Nachdem Ende des Zweiten Weltkriegs, folgte die dritte Teilnahme an einem olympischen Turnier, diesmal bei den Spielen 1952, wo man als Gastgeber auch erst im Achtelfinale einsteigen musste. Mit 3:4 unterlag man hier jedoch Österreich und so schied das Team bereits nach einer Partie auch schon wieder aus.

### 1960
Nachdem die Mannschaft an der Qualifikation für die Spiele 1956 nicht teilgenommen hatte, tat man dies erstmals bei der für die Spiele 1960. Hier traf man in einer Gruppe auf die deutsche Auswahl, als auch Polen. Einzig durch einen 3:2-Sieg über die deutsche Auswahl im letzten Spiel sammelte man zwei Punkte und landete somit aber auch nur auf dem letzten Platz.

### 1964
In der Qualifikation für die Austragung im Jahr 1964 ging es in der ersten Runde mit Hin- und Rückspiel gegen die Sowjetunion, schlussendlich verlor man hier mit 0:11.

### 1968
Bei der Qualifikation für die Spiele 1968 gelang diesmal sogar in der ersten Runde ein 1:0-Erfolg über die Niederlande, nur damit man in der zweiten Runde dann gegen Frankreich mit 1:4 ausschied.

### 1972
Vor der Ausspielung der Gruppe zog sich die finnische Auswahl bei der Qualifikation für die Spiele 1972 schon wieder zurück, ohne eine Partie bestritten zu haben.

### 1976
In der ersten Runde der Qualifikation ging es gegen Norwegen, an dessen Ende eine 4:6-Niederlage für das finnische Team stand.

### 1980
Bei der Qualifikation für die Spiele im Jahr 1980 ging es in der ersten Runde gegen Dänemark. Nach Hin- und Rückspiel obsiegte man hier über die Mannschaft und zog mit einem 5:2-Sieg in die zweite Runde ein. Dort ging es dann nochmal gegen die Bundesrepublik Deutschland und Norwegen. Am Ende standen aber auch wieder nur 2:6 Punkte, was den letzten Platz in der Gruppe bedeutete. Durch den Boykott einiger Länder durfte die Mannschaft schlussendlich doch noch am Turnier teilnehmen, wo man nun Norwegen ersetzte. Hier traf man in der Gruppe nun auf Jugoslawien, den Irak und Costa Rica. Am Ende gelang mit 3:3 Punkten hier zumindest ein dritter Platz noch vor Costa Rica. Zum Weiterkommen reichte dies aber nicht.

### 1984
Diesmal ging es gleich wieder in Qualifikationsgruppen los und hier traf die finnische Auswahl in der Qualifikation für das Turnier im Jahr 1984 auf die DDR, Polen, Norwegen und Dänemark. Durch Unentschieden gegen Norwegen und Dänemark sicherte man sich zwar zwei Punkte, es reichte jedoch nicht um doch schon wieder nicht auf dem letzten Platz der Gruppe zu landen.

### 1988
Ähnlich wie bei den Qualifikationsspielen des vorherigen Turniers erging es der Mannschaft auch bei den für die Spiele 1988 nicht besser und mit vier Punkten landete man erneut am Ende der Tabelle. Immerhin gelang ein 2:1-Sieg über Österreich sowie ein weiterer mit 2:0 im Rückspiel.

### Seit 1992
Ab den Spielen 1992 wurden die europäischen Startplätze bei den Spielen über die Platzierung bei der U-21-Europameisterschaft vergeben. Lediglich für die Europameisterschaft 2009 konnte sich die U-21 bislang überhaupt qualifizieren und schied hier auch nach der Gruppenphase aus. Damit nahm die Mannschaft seitdem auch nicht mehr an einem olympischen Fußballturnier teil.